# Сидоркевич, Игорь Михайлович
Игорь Михайлович Сидорке́вич (9 августа 1963, Белынковичи) — российский военный и государственный деятель. Заместитель министра спорта Российской Федерации (2018 — 2021 гг.). Чемпион Европы и Мира по самбо (1989, 1990).
Начальник Главного управления военной полиции Министерства обороны Российской Федерации (2013—2016), генерал-майор (2014).

## Биография
Родился 9 августа 1963 года на станции Белынковичи Костюковичского района Могилёвской области БССР.
Окончил Военный институт физической культуры в Ленинграде (1985 год), Северо-Западную академию государственной службы (2000 год), Академию Федеральной службы безопасности Российской Федерации (2004 год).
С 1985 по 2001 год проходил военную службу на различных офицерских должностях в Вооружённых Силах СССР и Российской Федерации. В 1990-е годы работал в администрации Санкт-Петербурга, в том числе был первым заместителем председателя Комитета по физической культуре и спорту. С 2001 по 2013 года проходил службу в ФСБ России.
С 1993 года возглавляет федерацию дзюдо Санкт-Петербурга и является вице-президентом Федерации дзюдо России (ФДР) и двукратным чемпионом мира по самбо.
Указом Президента Российской Федерации № 643 от 25 июля 2013 года назначен начальником Главного управления Военной полиции Министерства обороны Российской Федерации. Освобождён от должности в 2016 году.
Распоряжением Правительства Российской Федерации от 28 августа 2018 г. № 1794-р назначен на должность заместителя Министра спорта Российской Федерации.
Освобождён с занимаемой должности заместителя Министра спорта Российской Федерации 6 апреля 2021 г. в связи с решением сократить число заместителей Министра спорта.
Доктор педагогических наук, заслуженный мастер спорта СССР. Женат, имеет сына.

## Награды
- орден «За заслуги перед Отечеством» IV степени (8 ноября 2023) — за большие заслуги в развитии и популяризации дзюдо в Российской Федерации, многолетнюю добросовестную работу[5];
- орден «За военные заслуги» (2014)[6];
- орден Почёта (14 октября 2020) — за заслуги в развитии физической культуры и спорта, активную общественную деятельность[7];
- медаль «В память 850-летия Москвы» (1997)[8];
- медаль «В память 300-летия Санкт-Петербурга» (2003);
- медаль «70 лет Вооружённых Сил СССР» (1988);
- почётное звание «Заслуженный работник физической культуры Российской Федерации» (2013);
- почётное спортивное звание «Заслуженный мастер спорта СССР» (1989);
- благодарность Президента Российской Федерации (2000, 2016);
- ведомственные и общественные медали.